# Anarcocapitalismo
Anarcocapitalismo (também conhecido como anarquismo de livre mercado ou anarquismo de propriedade privada) é uma ideologia política libertária que defende a ideia do direito a soberania do indivíduo através da propriedade privada e do livre mercado. O anarcocapitalismo busca abolir os estados centralizados em favor de sociedades sem estado com sistemas de propriedade privada aplicados por agências privadas, pelo princípio da não agressão, por livres mercados e sob a interpretação libertária capitalista de autopropriedade. Os anarcocapitalistas sustentam que a sociedade tende a se autorregular e civilizar contratualmente através da participação no livre mercado, que eles descrevem como uma sociedade voluntária envolvendo a troca voluntária de serviços e bens. Em uma sociedade anarcocapitalista, o sistema de propriedade privada ainda existiria e seria aplicado por agências privadas de defesa e/ou seguradoras selecionadas por clientes que operariam competitivamente em um mercado e cumpririam os papéis dos tribunais e da polícia. O dinheiro e as moedas correntes seriam fornecidos de forma privada e competitiva num mercado aberto, através de um sistema bancário livre. Desta forma, as atividades pessoais e econômicas do anarcocapitalismo seriam reguladas através de gestão e direito privado. O anarcocapitalismo é geralmente visto como parte do movimento social da Nova Direita.
A sociedade anarcocapitalista operaria sob "um código legal que seja aceito em termos gerais, e que os tribunais se comprometeriam a respeitar. O código legal justamente insistiria no princípio libertário de que nenhuma agressão deve ser cometida contra pessoa ou propriedade, definiria os direitos de propriedade de acordo com o princípio libertário, e estabeleceria as regras de evidência (tais como código legal mutuamente acordado que seria geralmente aceito e que os tribunais se comprometeriam a seguir". Este código legal reconheceria contratos entre indivíduos, propriedade privada, autopropriedade e lei sobre danos de acordo com o princípio da não agressão. Rothbard vê o poder do Estado como injustificado, argumentando que restringe os direitos individuais e a prosperidade, agregando problemas sociais e econômicos.
A primeira pessoa a usar o termo anarcocapitalismo foi Murray Rothbard, na década de 1940. Rothbard, uma figura de destaque no movimento libertário americano do século XX, sintetizou elementos da Escola Austríaca, liberalismo clássico, de anarquistas individualistas e mutualistas americanos do século XIX, como Lysander Spooner e Benjamin Tucker, ao mesmo tempo enquanto rejeitando a teoria do valor-trabalho. O anarcocapitalismo distingue-se do minarquismo, que defende um estado mínimo a qual é limitado unicamente a impor a propriedade privada e a proteger os indivíduos da agressão. O anarcocapitalismo também se distingue e não possui relação com o anarquismo histórico, movimento esse anticapitalista que se opõe à coerção e hierarquia e é anticapitalista. Apesar de seu nome, o anarcocapitalismo está fora da tradição do anarquismo e está mais intimamente associado ao capitalismo, ao libertarianismo de direita e ao liberalismo clássico. As escolas de pensamento anarquistas tradicionais se opõem e rejeitam o capitalismo, e consideram o "anarco + capitalismo" uma contradição em termos,  embora alguns anarcocapitalistas tenham argumentado que o anarco-capitalismo é uma forma de anarquismo. Desta forma, o "libertarianismo" Anarcocapitalista proposto por Rothbard é oposto ao anarquismo. Ressalta-se, então, que o termo libertário, originalmente fora utilizado para designar os reais praticantes do anarquismo, sendo deturpado a posteriori como forma de designação dos praticantes e adeptos dos ideais do anarcocapitalismo.
Na ética política anarcocapitalista, o importante é como a propriedade é adquirida, mantida e transferida; o que indica que a única maneira justa de adquirir uma propriedade é através da apropriação original baseada no trabalho, troca voluntária (por exemplo, comércio e doação). Embora o objetivo do anarcocapitalismo seja maximizar a liberdade individual e a prosperidade, essa ideia reconhece os acordos solidários e comunais como parte da mesma ética voluntária. A partir dessas premissas, os anarcocapitalistas derivam como consequência lógica a rejeição total do Estado — como uma instituição que exerce o monopólio do poder sobre os habitantes de determinada região (em geral: país/nação/reino), onde seus representantes de governo afirmam ser legítimo — e a adoção da livre iniciativa, onde as agências privadas ofereceriam um mercado de serviços — empréstimos e segurança pública incluídos — para os indivíduos.
Esta corrente política aparece durante a segunda metade do século XX dentro do libertarianismo. Utiliza-se da lei da utilidade marginal da revolução marginalista na economia e geralmente incorpora a abordagem da escola austríaca como método de análise das ciências sociais. Em alguns casos, também baseia seus argumentos econômicos e jurídicos em teorias como a análise econômica do direito ou na teoria da escolha pública. Segundo Hans-Hermann Hoppe, o anarcocapitalismo está sob o plano filosófico moral, onde o fundamento pode ser uma defesa jusnaturalista ou consequencialista da liberdade individual e da liberdade negativa, ou pode recorrer a outras premissas como exemplo da ética argumentativa ou do contratualismo.

## Filosofia

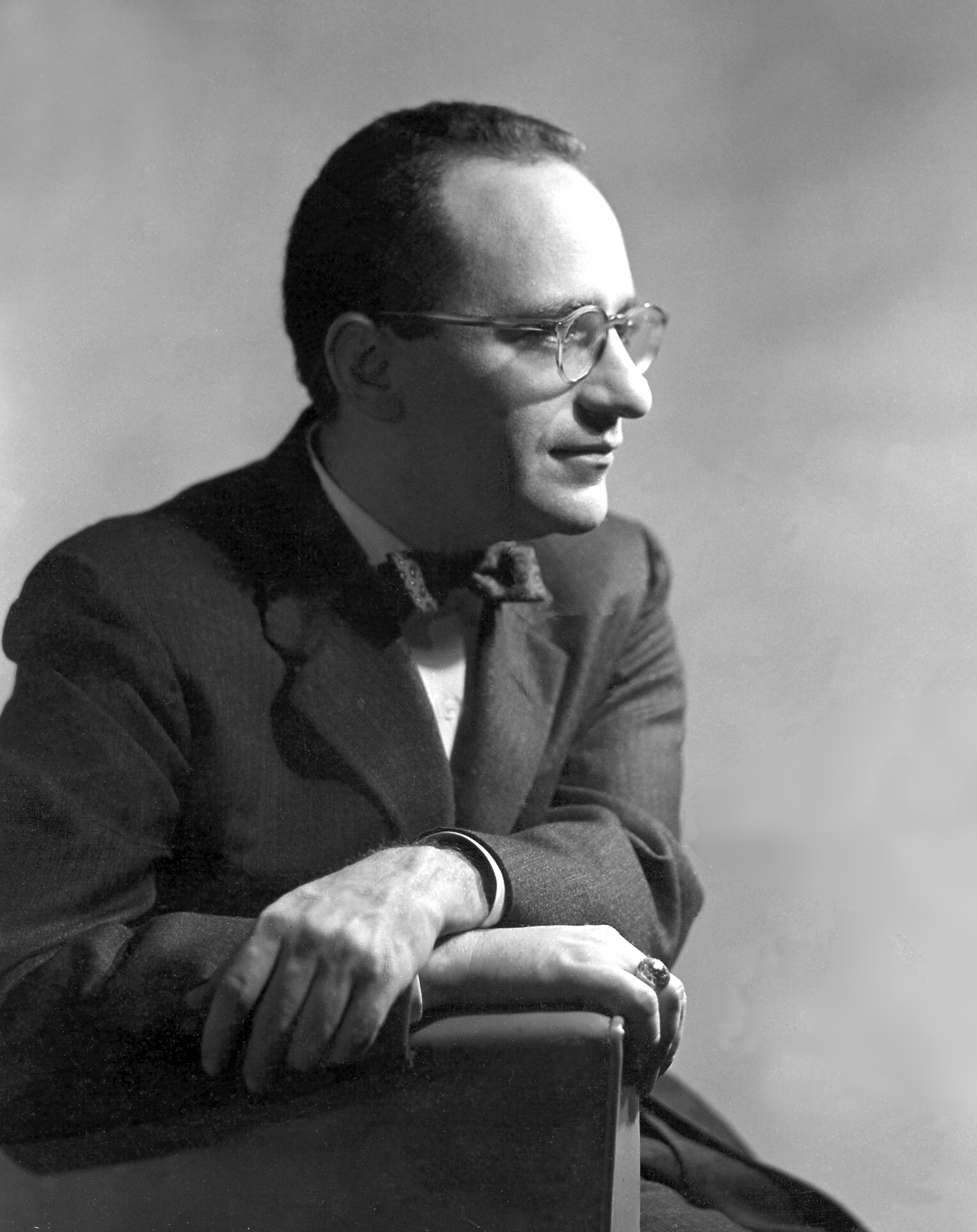
Murray Rothbard (1926-1995), que cunhou a palavra anarcocapitalismo

### O Estado
Murray Rothbard, que é creditado com a cunhagem do termo anarcocapitalismo, afirmou que a diferença entre o capitalismo de livre mercado e o capitalismo de estado é a diferença entre "troca pacífica e voluntária" e uma "parceria de conluio" entre negócios e governo que "usa a coerção para subverter o livre mercado".
Rothbard argumentou que todos os serviços governamentais, incluindo defesa, são ineficientes porque carecem de um mecanismo de preços a qual age sobre o esquema de organização industrial baseado no mercado regulado pelas "decisões voluntárias dos consumidores que compram serviços que atendem às suas necessidades mais prioritárias" e por investidores que procuram as empresas mais eficientes para investirem. Além disso, as autoras Linda e Morris Tannehill acreditam que nenhum monopólio coercitivo da força pode surgir em um mercado verdadeiramente livre. É afirmado também que se o financiamento ao governo não fosse obrigado, o livre mercado acabaria que oferecendo serviços legitimamente eficazes, com eficiência e a preços mais baixos, mostrando inevitavelmente a ineficiência e os altos preços do governo, a qual o mesmo perderia todos os seus "clientes".

### Princípio de não agressão
O escritor Stanisław Wójtowicz diz que, embora os anarcocapitalistas sejam contra os estados centralizados, eles sustentam que todas as pessoas naturalmente compartilhariam e concordariam com uma teoria moral específica baseada no princípio da não agressão. Embora a formulação de Friedman do anarcocapitalismo seja robusta diante à presença de violência e de fato, suponha que algum grau de violência ocorrerá, o anarcocapitalismo formulado por Rothbard e outros mantém fortemente o axioma central libertário da não agressão, às vezes princípio de não agressão. Rothbard escreveu:
O axioma básico da teoria política libertária sustenta que todo homem é dono de si mesmo, tendo jurisdição absoluta sobre seu próprio corpo. Na prática, isso significa que ninguém pode invadir ou agredir uma pessoa. Segue-se então que cada pessoa é dona de qualquer recurso que não tenha sido previamente possuído, que ele apropria ou "mistura seu trabalho com". A partir destes dois axiomas - propriedade de si mesmo e "homesteading" - derivam a justificativa para todo o sistema de direitos de propriedade em uma sociedade de mercado livre. Este sistema estabelece o direito de cada homem à sua própria pessoa, o direito de doação, de legado (e, concomitantemente, o direito de receber o legado ou herança), e o direito de contrato de troca de títulos de propriedade.
Em geral, pode-se dizer que o axioma da não agressão é uma proibição contra o início de violência ou da ameaça de uso de violência contra pessoas (ou seja, violência direta, assalto, assassinato, etc.) ou contra a propriedade legítima (roubo, fraude, impostos). Agressão, portanto, é um sinônimo de invasão. A iniciação da violência também pode ser referida como coerção.
A diferença entre anarcocapitalistas e outros libertários liberais é basicamente devido ao grau de compromisso com este axioma. Por exemplo, os liberais minarquistas, ou clássicos, preservariam o Estado (com sua agressão inerente) de forma limitada e com esferas de ação mínimas, cujas funções consistiriam apenas em defesa nacional, segurança pública, ordem interna, direito e justiça. Em contraste, os anarcocapitalistas rejeitam qualquer níveisl de intervenção estatal, definindo o Estado como um monopólio coercivo diante o uso ilegítimo da violência e, que esta é a única entidade na sociedade humana, excluindo criminosos reconhecidos, que obtém sua renda inteiramente da coerção, na forma de tributação, a qual Rothbard descreve como "apreensão compulsória dos bens dos habitantes.
Alguns anarcocapitalistas, como Rothbard, aceitam o axioma da não-agressão com base na moral intrínseca ou na lei natural. É em termos do princípio da não agressão que Rothbard definiu sua interpretação do anarquismo, "um sistema que não fornece sanção legal para tal agressão ['contra pessoa e propriedade']"; e escreveu que "o que o anarquismo se propõe a fazer, então, é abolir o Estado, ou seja, abolir a instituição regularizada de coerção agressiva". Em uma entrevista publicada no jornal libertário americano The New Banner, Rothbard afirmou que "o capitalismo é a expressão mais completa do anarquismo, e o anarquismo é a expressão mais completa do capitalismo".

### Sociedade contratual
A sociedade idealizada pelos anarcocapitalistas foi rotulada por eles como uma "sociedade contratual" que Rothbard descreveu como "uma sociedade baseada puramente na ação voluntária, totalmente livre de violência ou ameaças de violência" O sistema baseia os contratos entre indivíduos como a estrutura legal a qual seria aplicada tanto pela polícia privada e forças de segurança, bem como por regulações privadas.

#### Livre empresa frente ao Estado

Bandeira de Gadsden, uma das primeiras bandeiras adotadas pelos anarcocapitalistas como símbolo. Abaixo do desenho de uma cascavel, a frase: "Não pise em mim".

O anarquismo capitalista de Rothbard sustenta que empresas como o resultado de contratos individuais e, portanto, uma forma legítima e eficaz de organizar as pessoas com a liberdade de escolher um concorrente ou entrar na competitividade como uma forma universal de preservar e promover a qualidade dos serviços. Os anarcocapitalistas veem a livre iniciativa como a base de uma sociedade livre. Definir capitalismo de livre mercado como "a troca voluntária e pacífica" em contraste com o capitalismo de Estado, que ele chama de "violenta expropriação". "Capitalismo" no sentido de que anarcocapitalistas usam este termo, é uma interpretação "neolockeana" ou "anarcolockeana" da propriedade, para não ser confundido com o capitalismo de estado, monopólio, mercantilismo oligárquico (economias cartelizadas), capitalismo de compadrio ou com economias mistas contemporâneas, em que, de acordo com anarcocapitalistas, incentivos e desincentivos do mercado são distorcidos pela intervenção do Estado.

### Propriedade privada

#### Armas
O anarcocapitalismo opõe-se a toda coerção e, portanto, defende a livre posse de armas. Embora a propriedade privada permita aos seus legítimos proprietários decidirem se outros podem entrar ou não em suas propriedades portando armas.

### Lei e ordem
Na teoria anarquista libertária, a lei e a ordem pública de uma sociedade voluntária podem ser proporcionadas por um mercado competitivo de instituições privadas que oferecem segurança pública, justiça e outros serviços de defesa, "a alocação privada da força, sem uma controle central". A crença entre os anarquistas do mercado livre é que essa competição tende a produzir serviços jurídicos e de polícia mais baratos e de melhor qualidade, incluindo "uma alta arbitragem boa e imparcial de reivindicações de direitos em conflito".
O anarquismo de mercado desenvolvido por Murray Rothbard teoriza uma sociedade onde os provedores de justiça competem por clientes (lei policêntrica, agência de defesa privada) e onde a lei é baseada em leis naturais ou leis negativas. David Friedman propõe o anarquismo de mercado onde, além da segurança proporcionada pelo mercado, a própria lei é produzida pelo mercado.

## Variantes do anarcocapitalismo
A adoção do anarquismo de mercado livre com propriedade privada e ausência de lei estatal foi desenvolvida pelo economista e historiador americano Murray Rothbard, que foi o primeiro a teorizar o anarcocapitalismo. "Um aluno e discípulo do economista austríaco Ludwig von Mises, Rothbard, combinou o laissez-faire de seu professor com a visão absolutista dos direitos humanos e a rejeição do Estado que ele adotou ao estudar anarquistas individualistas americanos do século XIX, como Lysander Spooner e Benjamin Tucker".

Bandeira auri-negra, símbolo do anarcocapitalismo, adotada nos anos 1960. O amarelo representa a propriedade privada e o negro representa a anarquia.

Outros pensadores, como David Friedman, propõem o anarcocapitalismo através de argumentos utilitários, isto é, a noção de que a adoção do anarcocapitalismo produziria melhores resultados do que qualquer outra alternativa de ordem social e econômica. No anarcocapitalismo proposto por Friedman, "os sistemas jurídicos serão criados por [busca] de ganho no mercado livre", o que levaria a uma sociedade libertariana generalizada, senão absoluta. Rothbard baseia sua filosofia com base na lei natural absoluta, mas também fornece explicações econômicas de por que ele acha que o anarcocapitalismo é preferível do ponto de vista pragmático. Friedman argumenta que ele não é um teórico dos direitos absolutos, mas também "não é utilitário", embora ele considere que "os argumentos utilitários são muitas vezes o melhor meio de defender os pontos libertários". Hans-Hermann Hoppe usa a ética argumentativa para fundar o "anarquismo da propriedade privada" e está mais próximo da visão de Rothbard sobre a lei natural. Nem todos os defensores do anarquismo capitalista autodenominam-se anarcocapitalistas, por exemplo, Wendy McElroy prefere usar o termo "anarcoindividualismo".
Os anarcocapitalistas têm visões variadas de como eliminar o Estado. Rothbard defendeu o uso de táticas não-imorais disponíveis para alcançar a liberdade. Os agoristas, seguidores da filosofia de Samuel Edward Konkin III propõem eliminar o Estado praticando resistência fiscal e o uso de estratégias ilegais de mercado negro chamadas contraeconomia até que as funções de segurança pública do estado possam ser substituídas por concorrentes de livre mercado.

## História e origens

### Liberalismo clássico
O historiador e libertário Ralph Raico argumentou que o que os filósofos liberais "criaram foi uma forma de anarquismo individualista, ou, como seria chamado hoje, anarcocapitalismo ou anarquismo de mercado". Ele também disse que Gustave de Molinari estava propondo uma doutrina da produção privada de segurança, uma posição que foi posteriormente assumida por Murray Rothbard. Alguns anarcocapitalistas consideram Molinari o primeiro proponente do anarcocapitalismo. No prefácio da tradução inglesa da obra de Molinari The Production of Security (A produção de Segurança) de 1977, Murray Rothbard chamou-a como "a primeira apresentação em qualquer lugar da história humana do que agora é chamado de anarcocapitalismo", embora admitindo que "Molinari não usou a terminologia, e provavelmente teria recusado no nome". Hans-Hermann Hoppe disse que "o artigo de 1849 'A Produção da Segurança' é provavelmente a contribuição mais importante para a teoria moderna do anarcocapitalismo". De acordo com Hans-Hermann Hoppe, um dos precursores do anarcocapitalismo do século XIX foi o filósofo Herbert Spencer, o liberal clássico Auberon Herbert e o professor acadêmico Franz Oppenheimer.
A literatura do anarcocapitalista baseia-se na teoria liberal clássica, particularmente na Escola Austríaca – Friedrich von Hayek e Ludwig von Mises – em vez de tradições anarquistas reconhecíveis. A filosofia laissez-faire, antigovernamental e corporativa de Ayn Rand – Objetivismo – às vezes é associada ao anarcocapitalismo". Outros estudiosos associam o anarcocapitalismo de maneira semelhante ao liberalismo clássico anti-Estado, ao liberalismo neoclássico, ao neoliberalismo radical e ao libertarianismo de direita.
A primeira fonte para apoiar a teoria moderna da anarquia de mercado é o liberal clássico John Locke, que argumentou que, à medida que as pessoas misturam seu próprio trabalho com recursos não possuídos, eles tornam esses recursos sua propriedade.[carece de fontes?]
As pessoas podem adquirir novas propriedades trabalhando em recursos não apropriados ou negociando produtos criados. Essa ideia é usada por anarcocapitalistas para explicar por que a soberania da propriedade privada contradiz a soberania do estado.[carece de fontes?]
Molinari argumentou que o monopólio da segurança causa altos preços e baixa qualidade.
A tradição liberal antiestadista na Europa e nos Estados Unidos continuou após Molinari nos primeiros escritos de Herbert Spencer, bem como em pensadores como Paul Émile de Puydt e Auberon Herbert.[carece de fontes?]

### Anarquismo
Em ambas as suas formas social e individualista, o anarquismo é geralmente considerado um movimento anticapitalista e radical de esquerda ou extrema esquerda que promove teorias econômicas socialistas libertárias como o coletivismo, comunismo, individualismo, mutualismo e sindicalismo. Como o anarquismo é geralmente descrito ao lado do marxismo libertário como a ala libertária do movimento socialista e como tendo uma associação histórica com o anticapitalismo e o socialismo, os anarquistas acreditam que o capitalismo é incompatível com a igualdade social e econômica e, portanto, não reconhecem o anarcocapitalismo como uma escola de pensamento anarquista. Em particular, os anarquistas argumentam que as transações capitalistas não são voluntárias e que manter a estrutura de classes de uma sociedade capitalista requer coerção que é incompatível com uma sociedade anarquista. O uso de libertário também está em disputa. Embora tanto anarquistas quanto anarcocapitalistas a tenham usado, libertário era sinônimo de anarquista até meados do século XX, quando a teoria anarcocapitalista se desenvolveu.
Embora a teoria anarcocapitalista implique a abolição do estado em favor de uma economia totalmente laissez-faire, o anarcocapitalismo apenas compartilha a antipatia do anarquismo em relação ao Estado e não a antipatia do anarquismo em relação à hierarquia como os teóricos esperam das relações de poder econômico anarcocapitalistas. Segue um paradigma diferente do anarquismo e tem uma abordagem e objetivos fundamentalmente diferentes. Apesar do anarco- em seu título, o anarco-capitalismo está mais intimamente associado ao capitalismo, ao libertarianismo de direita e ao liberalismo do que ao anarquismo.
Os anarquistas tradicionais rejeitam a noção de capitalismo, hierarquias e propriedade privada. Anna Morgenstern aborda este tópico da perspectiva oposta, argumentando que os anarcocapitalistas não são realmente capitalistas porque "a concentração em massa do capital é impossível" sem o Estado. Para Jennings, "o anarquismo não representa a liberdade irrestrita do indivíduo (como os 'anarcocapitalistas' se contextualizam), mas, como já vimos, a extensão da individualidade e da comunidade". Da mesma forma, Barbara Goodwin, Professora Emérita de Política na Universidade de East Anglia, Norwich, argumenta que o “verdadeiro lugar do anarcocapitalismo é no grupo de libertários de direita”, não no anarquismo.

### Anarquismo individualista americano do século XIX

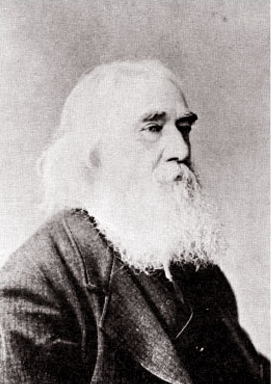
Lysander Spooner (1808-1887), o teórico jurídico anarcoindividualista, considerado predecessor do anarcocapitalismo, que expôs a lei natural como a aproximação máxima do conceito de justiça.

O teórico da lei natural, o advogado Lysander Spooner, é considerado entre os principais predecessores do anarcocapitalismo e mais próximo da ideia contemporânea por sua doutrina legal. Em 1845, Spooner escreveu um ensaio radical contra a escravidão, Unconstitutionality of slavery. Estabelecido firmemente na tradição da lei natural enfrentou, desde o início de sua carreira profissional e ideológica, os monopólios protegidos pelo Estado, em 1870 escreveu No Treason: The Constitution of No Authority, onde explica que toda legislação se opõe à lei natural e, portanto, é criminosa. Um exemplo de sua luta contra os monopólios era o American Letter Mail Company, fundado em 1844, que competia com o monopólio estatal do Serviço Postal dos Estados Unidos em violação do "Estatuto de Envios Privados", que restringe aos Estados Unidos o transporte e a entrega de cartas por qualquer organização fora do serviço postal. Spooner considerou que os monopólios eram uma restrição imoral e, apesar de ter tido algum sucesso na redução dos preços, o governo dos Estados Unidos desafiou Spooner com medidas legais, obrigando-o a cessar as operações em 1851.
Seu abolicionismo levou-o a criticar os motivos da guerra civil americana (1861-1865): ele entendeu que lutou pelo falso ideal da União, quando deveria ter lutado pelo ideal da escravidão. Spooner pensou que os proprietários de escravos não teriam se atrevido a se rebelar contra um governo que daria liberdade ao mundo inteiro, enquanto defendiam sua própria liberdade, os sulistas ganharam uma vantagem moral e psicológica que os sustentou durante a guerra. Assim, em 1864, ele publicou a Carta a Charles Sumner, na qual ele acusou os políticos do norte de ter "sobre suas cabeças, ainda mais, se possível, do que a dos proprietários de escravos (que agiram de acordo com suas associações, interesses e princípios declarados como donos de escravos) repousa o sangue desta guerra horrível, desnecessária e, portanto, culpada."
Benjamin Tucker (1854-1939) desenvolveu o anarquismo individualista numa série de artigos posteriormente compilados no livro Instead of a Book  (1893). Seu princípio básico era que cada indivíduo desfrutava o máximo de liberdade compatível com uma liberdade igual para os outros, implicando, em particular, direitos ilimitados de adquirir e alienar bens no mercado. No antigo anarquismo da tradição americana, especialmente entre aqueles conhecidos como "anarquistas bostonianos", há uma afirmação do valor da propriedade privada; comprometidos com a ideia de um mercado livre, que para eles não havia sido totalmente desenvolvido pela distorção produzida pelos monopólios, e que responsabilizava principalmente o governo. Tucker, influenciado por Josiah Warren e a teoria do valor-trabalho, considerou que a propriedade da terra era justificável somente quando o proprietário estava usando a mesma. O último, ao contrário de seu predecessor Lysander Spooner que tradicionalmente era Lockeano em relação à propriedade privada da terra (apropriação original). Tucker mais tarde abandonou sua ideia de propriedade da terra e diria que ela é legitimamente transferida pela força, a menos que especificado por contrato.
Como Spooner, Tucker atacou os monopólios criados pelo Estado; sem um Estado, cada pessoa poderia exercer o seu direito de proteger sua própria liberdade, usando os serviços de uma associação de proteção privada, se necessário. Tucker antecipou a ideia da qual, mais tarde, ele aprofundaria o anarquismo-capitalismo: essa defesa é um serviço como qualquer outro, um trabalho e uma mercadoria sujeitos à lei da oferta e da procura, que a concorrência prevalece, o patrocínio será para quem oferece o melhor produto ao preço mais razoável e que a produção e venda desta mercadoria agora é monopolizada por um estado que, como um monopolista, cobra preços exorbitantes por um serviço precário. Ele observou que o anarquismo que ele propôs incluiu prisões e forças armadas. Tucker também lançou a ideia da possibilidade de agências governamentais financiadas por "impostos voluntários".

## Críticas

### Do minarquismo
Uma crítica bem conhecida do anarquismo de livre mercado é feita por Robert Nozick, que argumentou que um sistema jurídico competitivo evoluiria para um governo de monopólio, mesmo sem violar os direitos individuais no processo. Vários anarquistas do mercado como Roy Childs ou Murray Rothbard rejeitaram a conclusão de Nozick (embora Childs, posteriormente, rejeite o anarquismo).

### Estado, justiça e defesa
É argumentado que o anarcocapitalismo não se livra de fato do Estado, mas que "simplesmente substitui o estado por empresas de segurança privada, e dificilmente podem ser descritos como anarquistas como o termo é normalmente entendido".  

Em "Libertarianism: Bogus Anarchy", o anarquista Peter Sabatini ao se discordar do sentido anárquico do anarcocapitalismo observa que:
Dentro do libertarianismo, Rothbard representa uma perspectiva minoritária que realmente defende a eliminação total do estado. No entanto, a afirmação de Rothbard como anarquista é rapidamente anulada quando se mostra que ele só quer o fim do estado público. Em seu lugar, ele permite inúmeros estados privados, com cada pessoa fornecendo sua própria força policial, exército e lei, ou então comprando esses serviços de vendedores capitalistas. ... Rothbard não vê nada de errado com a acumulação de riqueza, portanto aqueles com mais capital inevitavelmente terão maior força coercitiva à sua disposição, assim como agora. 
A discussão de Anarquia, Estado, e Utopia  argumenta que uma sociedade anarcocapitalista inevitavelmente se transformaria em um Estado através do eventual surgimento de uma defesa privada monopolista e uma agência judicial que não enfrenta mais concorrência.

### Direitos e liberdade
Direitos negativos e positivos são direitos que obrigam a algo (direitos positivos) ou proibem algo (direitos negativos). Os anarcocapitalistas acreditam que os direitos negativos devem ser reconhecidos como legítimos, mas os direitos positivos devem ser rejeitados como uma intrusão.[carece de fontes?]Alguns críticos rejeitam a distinção entre direitos positivos e negativos.
A definição anarco-capitalista de liberdade é inteiramente negativa. Ele solicita a ausência de coerção, mas não pode garantir a liberdade positiva da autonomia e independência individuais.

Sobre o anarcocapitalismo, o intelectual anarquista e anticapitalista Noam Chomsky diz:
O anarcocapitalismo, na minha opinião, é um sistema doutrinário que, se implementado, levaria a formas de tirania e opressão que têm poucas contrapartes na história humana. Não há a menor possibilidade de que suas (na minha opinião, horrendas) ideias sejam implementadas porque destruiriam rapidamente qualquer sociedade que cometesse esse erro colossal. A ideia de "contrato livre" entre o potentado e seu súdito faminto é uma piada de mau gosto, talvez valendo alguns momentos em um seminário acadêmico explorando as consequências de ideias (a meu ver, absurdas), mas em nenhum outro lugar. 

### Economia e propriedade
Grande parte das transações e trocas capitalistas não são voluntárias, e portanto manter a estrutura de classes de uma sociedade capitalista como propõe o anarcocapitalismo requer uma coerção que viola os próprios princípios da vertente "anarquista" do anarcocapitalismo.
O conceito anarcocapitalista de escolha voluntária também ignora restrições devido a fatores humanos e não humanos, como a necessidade de comida e abrigo, bem como a restrição ativa de recursos usados e não utilizados por aqueles que impõem reivindicações de propriedade. Se uma pessoa precisa de emprego para se alimentar e se abrigar, a relação empregador-empregado pode ser considerada involuntária. Outra crítica é que o emprego é involuntário porque o sistema econômico que torna necessário que alguns indivíduos sirvam a outros é sustentado pela imposição de relações coercitivas de propriedade privada. Algumas filosofias veem quaisquer reivindicações de propriedade sobre terras e recursos naturais como imorais e ilegítimas.

### Estabilidade jurídica
Dois dos estudiosos mais proeminentes que dedicaram-se a pensar seriamente sobre as instituições jurídicas essencialmente anarcocapitalistas são Richard Posner, juiz federal de apelações e cientista jurídico prolífico e o economista William Landes. Em seu ensaio de 1975, "The Private Enforcement of Law", discutem um gedankenexperiment (experimento mental) anterior realizado por Becker e Stigler, no qual foi proposto que a aplicação da lei fosse privatizada e explicam porque consideram que tal sistema não seria economicamente eficiente. De acordo com uma resposta posterior de David Friedman, Efficient Institutions for the Private Enforcement of Law.
| “ | [Landes e Posner argumentaram] que o sistema privado tinha falhas básicas que o tornava inferior a um sistema público ideal, exceto por ofensas que podem ser detectadas e punidas com custo quase zero. Eles admitem que o sistema privado pode ser preferível ao pouco menos do que ideal sistema público que temos. No entanto, eles argumentam que o predomínio da aplicação privada (da lei) contra delitos que são facilmente detectados (principalmente ofensas civis) e sua raridade contra delitos difíceis de detectar (principalmente ofensas criminais) sugerem que nosso sistema legal é, pelo menos amplamente, eficiente, usando em cada caso o sistema mais eficiente. | ” |

Friedman, no entanto, prossegue argumentando que "a ineficiência que Landes e Posner demonstraram nas instituições privadas de aplicação da lei que descrevem, pode ser eliminada com pequenas mudanças nas instituições".

## Literatura
Lista parcial de trabalhos essenciais sobre o anarcocapitalismo.
Anarcocapitalismo da Escola Austríaca
- Murray Rothbard, fundador do anarcocapitalismo:
  - Man, Economy, and State Micro e macroeconomia austríaca.
  - Power and Market classificação das intervenções econômicas estatais.
  - The Ethics of Liberty justificação moral de uma sociedade livre.
  - For a New Liberty esboço de como funcionaria uma sociedade anarcocapitalista.
- Hans-Hermann Hoppe
  - The Economics and Ethics of Private Property
  - A Theory of Socialism and Capitalism
  - Democracy: The God That Failed
- Jesus Huerta de Soto
  - Socialismo, cálculo económico y función empresarial
- Walter Block
  - Defending the Undefendable
  - The Privatization of Roads and Highways: Human and Economic Factors
  - Toward a Libertarian Society
- Robert P. Murphy
  - Chaos Theory

Anarcocapitalismo com outras bases, linhas ou escolas de pensamento
- David D. Friedman:
  - The Machinery of Freedom. Defesa consequencialista clássica do anarcocapitalismo.
- Bruce L. Benson:
  - The Enterprise of Law
  - To Serve and Protect
- Randy E. Barnett, The Structure of Liberty. As forças do mercado criam ordem legal.
- Anthony de Jasay:
  - The State O Estado age por seus próprios interesses contra interesses individuais.
- Jan Narveson:
  - You and The State. Defesa contratualista do anarcocapitalismo.
- Morris y Linda Tannahill:
  - The Market for Liberty. Um clássico em agências privadas de defesa.

Anarcocapitalismo revolucionario
- Samuel Edward Konkin III
  - New Libertarian Manifesto

Visão geral
- Edward P. Stringham:
  - Anarchy and the Law. Compilação dos principais argumentos e estudos históricos sobre o anarcocapitalismo.